# Georg Fischler
Georg Fischler (Hall in Tirol, 3 luglio 1985) è un ex slittinista austriaco.

## Biografia
Specialista del doppio e da sempre in coppia con Peter Penz, ha iniziato a gareggiare per la nazionale austriaca nelle varie categorie giovanili, ottenendo quali migliori risultati quattro medaglie, di cui una d'oro, ai campionati mondiali juniores, nonché il terzo posto nella classifica di Coppa del Mondo juniores nel 2002/03.
A livello assoluto ha esordito in Coppa del Mondo nella stagione 2004/05, ha conquistato il primo podio il 7 dicembre 2008 nel doppio a Sigulda (3°) e la prima vittoria il 18 dicembre 2010 nel doppio a Park City. In classifica generale si è classificato al terzo posto nel 2012/13, nel 2015/16 e nel 2017/18 nella specialità biposto.
Ha preso parte a due edizioni dei Giochi olimpici invernali: a Soči 2014 ha raggiunto la diciannovesima posizione nel doppio e a Pyeongchang 2018 ha conquistato la medaglia d'argento nella gara biposto e quella di bronzo nella gara a squadre.
In carriera ha conquistato sei medaglie ai campionati mondiali e quattro in quelli europei.

## Palmarès

### Olimpiadi
- 2 medaglie:
  - 1 argento (doppio a Pyeongchang 2018);
  - 1 bronzo (gara a squadre a Pyeongchang 2018).

### Mondiali
- 6 medaglie:
  - 4 argenti (gara a squadre a Lake Placid 2009; doppio a Sigulda 2015; doppio sprint a Schönau am Königssee 2016; doppio sprint a Innsbruck 2017)
  - 2 bronzi (gara a squadre ad Igls 2007; doppio ad Altenberg 2012).

### Europei
- 4 medaglie:
  - 1 oro (doppio a Paramonovo 2012);
  - 1 argento (doppio a Soči 2015);
  - 2 bronzi (doppio ad Oberhof 2013; doppio ad Altenberg 2016).

### Mondiali juniores
- 4 medaglie:
  - 1 oro (doppio a Calgary 2004);
  - 1 argento (gara a squadre a Calgary 2004);
  - 2 bronzi (gara a squadre ad Igls 2002; gara a squadre a Schönau am Königssee 2003).

### Coppa del Mondo
- Miglior piazzamento in classifica generale nel doppio: 3° nel 2012/13, nel 2015/16 e nel 2017/18.
- 52 podi (36 nel doppio, 4 doppio sprint e 12 nelle gare a squadre):
  - 4 vittorie (3 nel doppio, 1 nel doppio sprint);
  - 22 secondi posti (15 nel doppio, 3 nel doppio sprint e 4 nella gara a squadre);
  - 26 terzi posti (18 nel doppio e 8 nelle gare a squadre).

#### Coppa del Mondo - vittorie
| Data             | Luogo       | Paese       | Disciplina                   |
| ---------------- | ----------- | ----------- | ---------------------------- |
| 18 dicembre 2010 | Park City   | Stati Uniti | Doppio con Peter Penz        |
| 26 novembre 2011 | Igls        | Austria     | Doppio con Peter Penz        |
| 25 febbraio 2012 | Paramonovo  | Russia      | Doppio con Peter Penz        |
| 21 gennaio 2018  | Lillehammer | Norvegia    | Doppio sprint con Peter Penz |

### Coppa del Mondo juniores
- Miglior piazzamento in classifica generale nel doppio: 3° nel 2002/03.